# Connecticut Farms
Connecticut Farms es un lugar designado por el censo ubicado en el condado de Union en el estado estadounidense de Nueva Jersey. En el Censo de 2020 tenía una población de 545 habitantes y una densidad poblacional de 2270,83 habitantes por km². Fue incluido como CDP en el censo de 2020.

## Geografía
Connecticut Farms se encuentra ubicado en las coordenadas 40°41′34″N 74°16′17″O / 40.69278, -74.27139. Según la Oficina del Censo de los Estados Unidos,  tiene una superficie total de 0,24 km², todos correspondientes a tierra firme.